# Quercus candicans
Quercus candicans — вид рослин з родини букових (Fagaceae), поширений у Мексиці й Гватемалі.

## Опис
Це дерево від 8 до 25 метрів заввишки; зі стовбуром 20–100 см у діаметрі. Кора сіра, борозниста. Гілочки борознисті, з жовтим запушенням спочатку, стають голими і темно-червоними, з непомітними сочевичками. Листова товсті, зворотно-яйцюваті, 10–20 × 5–12 см; верхівка тупа або шпиляста; основа від ± серцеподібної до усіченої; край плоский, верхівково зубчастий, іноді цілісний; верх блискучий темно-зелений, трохи шорсткий, майже голий; низ білувато вовнистий; ніжка листка волохата, 17–40 мм. Чоловічі сережки ворсисті, 50–60 мм завдовжки, 20-квіткові; жіночі — 15–30 мм завдовжки, 2–5-квіткові. Жолуді поодинокі або до 3, на 5–15 мм ніжці, яйцюваті, у довжину 15–20 мм, у діаметрі 15 мм; чашечка у ширину 15–20 мм, охоплює від 1/2 до 3/4 горіха; дозрівають на другий рік.

## Середовище проживання
Поширення: Мексика (Мічоакан, Халіско, Герреро, Дуранго, Кверретаро, Ідальго, Мехіко, Морелос, Наярит, Пуебла та інші); Гватемала. Росте на висотах від 1200 до 2700 метрів; населяє вологі гірські ліси.